# Verum Photo
Verum Photo je česká fotografická skupina zaměřená na dokumentární humanistickou fotografii. Zakladatelem skupiny je fotograf Kevin V. Ton a jejími členy jsou kromě něj dále Tadeáš Plachý, Petr Machan a Martin Bouzek. Dříve ke skupině patřili také Tom Řechtáček a Chirill Cerepenco. Verum je latinsky pravda a název tak podle Kevina V. Tona odkazuje ke kořenům skupiny a k zakladatelům agentury Magnum Photos. Členy skupiny spojuje „nutkavá potřeba vyprávět příběhy prostřednictvím živé černobílé fotografie převážně dokumentárního rázu“.
Myšlenka na založení skupiny se zrodila kolem roku 2015, oficiálně skupina funguje od února 2020 a schází se v Praze. Skupina pořádá výstavy, vydává fotografické ziny a publikuje na svém webu fotoeseje. Spolupracuje přitom i s řadou fotografických hostů, jako jsou například Martina Sekaninová Grmolenská, David Sládek, Tom Konrád, Hynek Tvrdý, Marek Kapler, Vladimír Hudeček a další. 
Sebrané fotoeseje členů skupiny vyšly roku 2021 v knize Photo Essays.

## Společné výstavy
- 2024 - Pohlednice z Japonska ,VERUM  PHOTO ESSAY GALLERY , Bar/ák cafe gallery - Praha
- 2023 – ZINy, Foto Škoda, Praha[6]
- 2023 – Voyage, Městské divadlo Mariánské Lázně, Mariánské Lázně[7]
- 2022 – Tramvají, KC Vozovna, Praha[8]
- 2021 – On the Road, Bar/ák café – gallery, Praha
- 2020 – On the Road, Klášter dominikánů Jablonné v Podještědí
- 2019 – On the Road, Galerie pro onkologické pacienty, jejich blízké a podporující umělce, Praha